# Drávacsepely
Drávacsepely là một thị trấn thuộc hạt Baranya, Hungary. Thị trấn này có diện tích 6,6 km², dân số năm 2010 là 210 người, mật độ 32 người/km².